# Cosacos de Zaporiyia

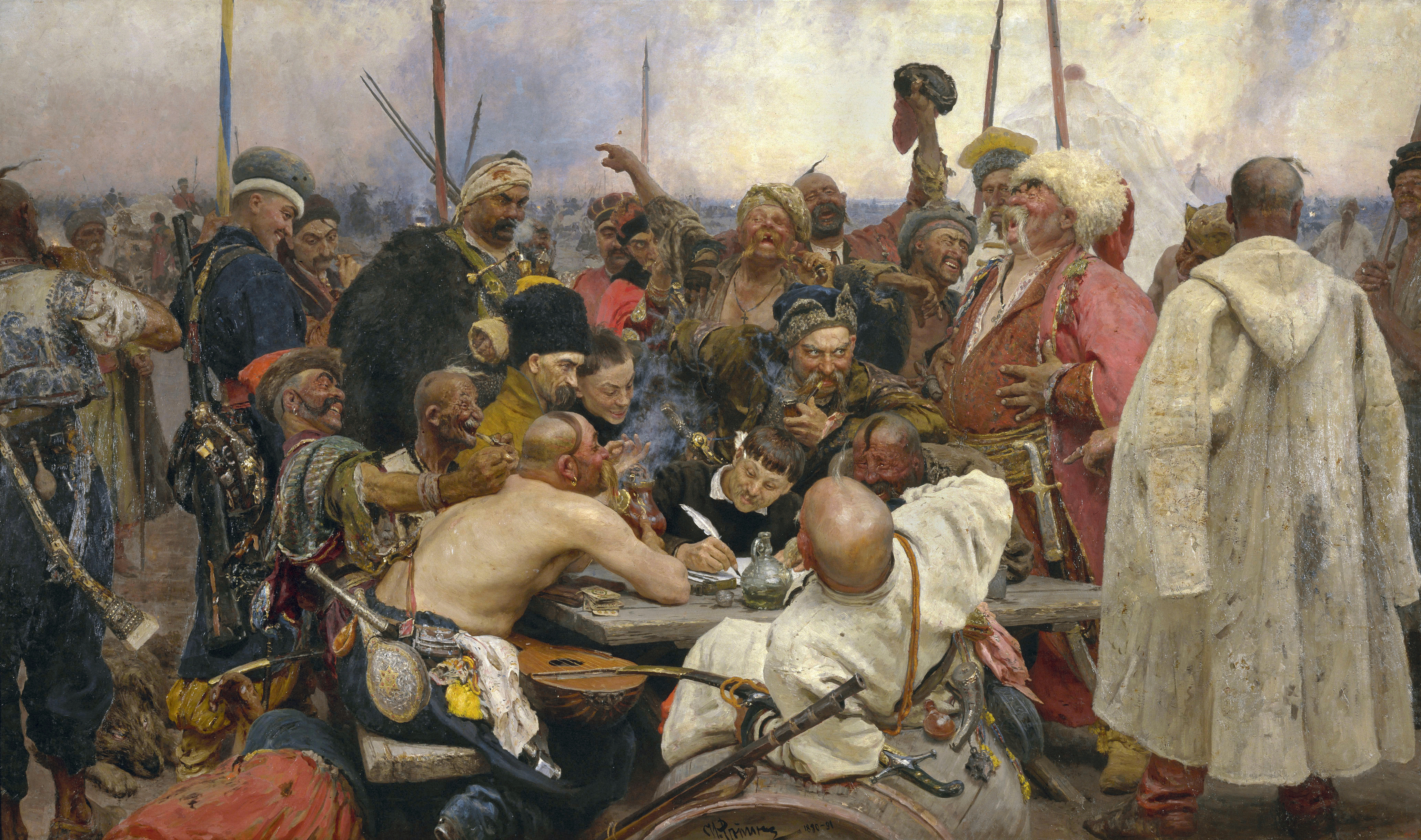
Cosacos zaporogos escribiendo una carta al Sultán.
Iliá Repin, (1880-91)

Los cosacos de Zaporiyia o cosacos zaporogos (en ucraniano: Запорожці o Запорозькі козаки, Zaporózhtsy o Zaporózki kozakí; en ruso: Запорожцы, Запорожские казаки, Zaporózhtsy o Zaporózhskiye kazakí) fueron los cosacos que poblaron la región de Zaporiyia, en el este de la actual Ucrania. La hueste cosaca de Zaporiyia creció con rapidez en el siglo XV en la época de su asociación con Polonia-Lituania.
El nombre de zaporogos proviene de la localización de un campamento fortificado cosaco, el Sich de Zaporiyia, originalmente construido en el área conocida como Zaporozhia (de las palabras ucranianas y rusas за (za, 'detrás de') y пороги (porohy, 'rápidos'): la 'tierra allende los rápidos' del río Dniéper (en ucraniano, Дніпро́ві поро́ги - Dniprovi porohy).
Durante el transcurso del siglo XVII, así como entrado el XVIII, los cosacos de Zaporiyia se convirtieron en una potente fuerza militar, civil y política que desafió la autoridad de la Mancomunidad Polaco-Lituana, al Zarato ruso, al Imperio otomano y a su Estado vasallo, el Kanato de Crimea. La hueste pasó por una serie de conflictos y alianzas que implicaron a los tres poderes, que llevaron a su destrucción a finales del siglo XVIII por parte del Imperio ruso.

## Origen
No está claro cuándo se comenzaron a formar las primeras comunidades rutenas en la parte baja del río Dniéper, pero se considera generalmente que este hecho tuvo lugar antes de la invasión mongola de la Rus de Kiev en 1240. La que fue en sus días la poderosa Rus de Kiev, se deshizo y muchos de sus habitantes se marcharon para buscar un santuario en las vastas regiones esteparias del bajo Dniéper.

## Historia

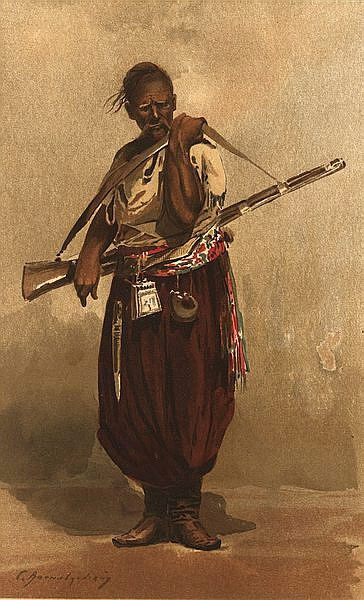
Cosaco de Zaporozhia. Pintura en acuarela de S. Vasilkovski, 1900.

En los siglos XVI-XVII, se denominaba cosacos de Zaporozhia a todos los cosacos del río Dniéper sin excepción. Hasta entonces fueron llamados cosacos de la Horda (Ordýnskie Kazakí). Los rusos los llamaban Cherkasy de Zaporozhia (Zaporózhskie Cherkasy) o simplemente Cherkasy, hasta el siglo XIX inclusive.

### Patrocinio tártaro, 1200-1500
La historia de los Zaporózhtsy (cosacos de Zaporiyia) en sus inicios se relaciona directamente con los klobukos negros (Chorni Klobuki), una de las comunidades cosacas que poblaban parte de los territorios pertenecientes a las colonias de Génova en la costa septentrional del mar Negro. Por la misma época, esta comunidad fue considerada leal a la autoridad de los kanes de Crimea. Por su parte, los klobukos negros son los descendientes directos y más cercanos de los torki y los berendéi (antepasados lejanos de los cosacos de Kubán).
Los territorios entre los ríos Bug del Sur y Dniéper, al sur de los ríos Sínie Vody ('aguas azules') y Tiasmyn, fueron poblados durante mucho tiempo por los cosacos de Zaporiyia y sus antepasados, aunque desde 1240 hasta 1739 permanecieron dentro de las fronteras de los dominios tártaros. Hasta el siglo XVI, y como parte del acuerdo en su alianza con los kanes tártaros, los cosacos de Zaporiyia enviaban sus tropas al servicio del Ejército tártaro. Al principio del siglo XIV, el historiador griego Jorge Paquimeres menciona este dato en sus escrituras. Lo mismo afirma un tratado de no agresión del año 1471, acordado entre el kan Mengli Giray y el gran duque de Moscú: «… Ni yo, kan Mengli Giray con mi Ejército, ni otros kanes, ni tampoco los cosacos agredirán tus tierras y los dominios de tus principados…»
La población cosaca bajo el protectorado de los kanes tártaros de aquella época consistía en tres comunidades: las de los cosacos asentados en localidades de Porosie entre Dniéper y Bug; la de los cosacos semiasentados en Perekop; y finalmente la de los cosacos nómadas, en Belogorodsk. Los primeros abandonaron al kan al final del siglo XV, inmediatamente después de que el kan Mengli Giray accediese a reconocer la autoridad del sultán turco. Esta comunidad se dirigió a los territorios aledaños al Gran Ducado de Lituania y a partir de entonces participó abiertamente en las guerras contra el Imperio otomano turco. Las comunidades cosacas de Perekop y de Belogorodsk abandonaron a los kanes tártaros algo más tarde, e incluso durante varios años más llevaron a cabo asaltos a las localidades de Polonia y de Lituania. En 1516, el kan Mehmed I Giray tuvo que dar explicaciones por escrito a las autoridades del reino polaco-lituano, asegurando que los cosacos de Belogorodsk que invadían en numerosas oportunidades Polonia, no obedecían sus órdenes. Los documentos polacos de aquella época describen a los cosacos de Belogorodsk como bravos y temibles guerreros, destacando su corte de pelo, muy peculiar: «…cabezas completamente afeitadas, pero dejan crecer un largo mechón y lo guardan detrás de la oreja…»

### Incorporación a la Mancomunidad Polaco-Lituana, 1500
Al final del siglo XV, los territorios entre el Dniéper y el Bug, Transporosia y el delta del río fueron abandonados – miles de familias cosacas se dirigieron al norte. Posteriormente se establecieron en la Ucrania lituana, poblada tiempo antes por los Chorni Klobuki, a lo largo de los ríos Ros y Sula. Según el historiador A.I. Rigelman, «el rey polaco-lituano, Segismundo I, al entregar las tierras a los cosacos, les otorgó y oficializó además numerosos privilegios, ventajas tributarias y libertades especiales muy amplias».
Vieron finalmente las ventajas del patrocinio de un rey cristiano y de los cosacos de Perekop. Como describe Rigelman: “…Celosamente notaron las ventajas de los cosacos que llegaron antes y finalmente se asociaron también con las autoridades ucranianas y de los hetman. Como tenían mucha destreza en asuntos militares tradicionalmente, ahora servirían lealmente a Polonia. Todos los cosacos que se establecieron en la Ucrania lituana, continuaron llamándose cosacos de Zaporiyia, aunque quedando ahora muy lejos de aquellos territorios en el delta del río Dniéper.
Los cosacos de Belogorodsk, tradicionalmente nómadas, rehusaron prudentemente unirse con Lituania y Polonia, ya que hasta hacía muy poco asaltaban incansablemente sus localidades. Estos se desplazaron hacia las fronteras del Principado de Moscú y, junto con los cosacos de Azov, dieron inicio a las comunidades cosacas Severyukos y de cosacos del Don. Los cosacos de Belogorodsk, después de una larga época bajo la autoridad de los kanes se encontraban bastante «tartarizados» y algunos incluso llevaban nombres musulmanes.
Ya en los primeros años de su incorporación a la República de las Dos Naciones, los cosacos de Zaporiyia demostraron las ventajas de su empadronamiento con el Rey. Las autoridades polaco-lituanas, después de numerosas e infructuosas incursiones militares a la península de Crimea y a las costas turcas del mar Negro, decidieron encargar la defensa de las fronteras meridionales del reino directamente a los cosacos de Zaporiyia. A cambio, otorgaron a las comunidades cosacas patrocinio, financiamiento, dominios de tierra, y a los líderes cosacos - incluso títulos de nobleza. A su vez, cualquier conquista o botín obtenidos por los cosacos en sus incursiones militares, fueron generosamente compartidos con las autoridades polaco-lituanas. El nivel de aceptación del servicio efectivo de los cosacos de Zaporiyia subió año tras año. Además del – enriquecimiento y estatus muy por encima de un habitante común del reino, cosacos jóvenes fueron enviados a cursar sus estudios en las mejores escuelas e universidades de la Mancomunidad Polaco-Lituana. Además de las autoridades cívicas y políticas, también grandes empresarios y comerciantes polacos y lituanos, consideraban como una gran ventaja y un negocio rentable la asociación con los líderes de la comunidad cosaca.

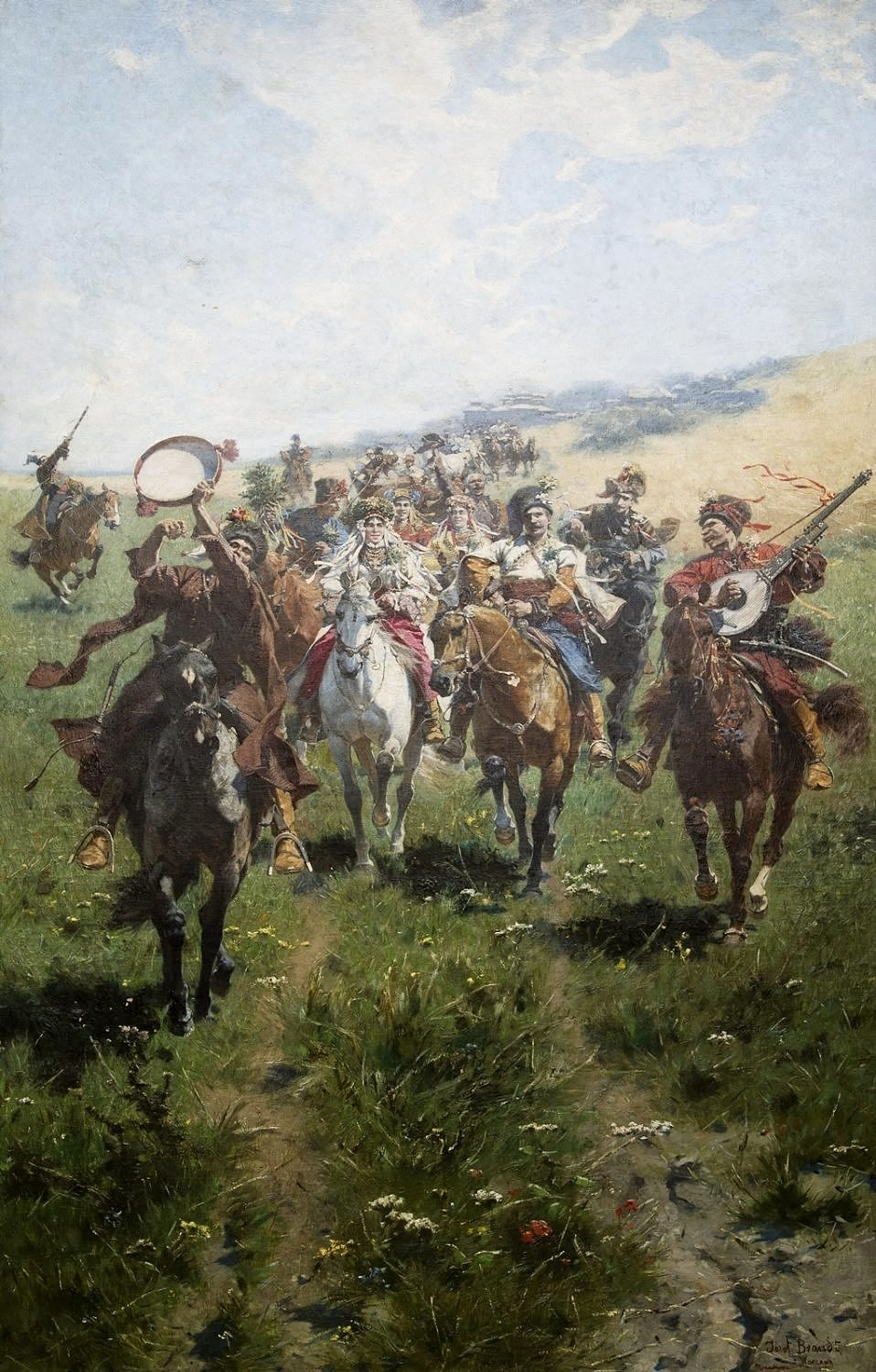
Celebración del matrimonio cosaco. Pintura de Józef Brandt.

Una tradición de cooperación con los grandes líderes polacos difícilmente pudo tener lugar al ser la comunidad cosaca «enriquecida» con nuevos pobladores, en su mayoría esclavos y campesinos fugados de los magnates y terratenientes polacos. Por tanto, la hipótesis que trata de generalizar en relación con los cosacos (tanto de Zaporiyia como de otras comunidades cosacas en Ucrania y Rusia) el hecho de que los esclavos y campesinos fugados a las estepas formaban una poderosa organización que posteriormente colaboró gustosamente con sus antiguos explotadores, se ve muy débil, por no decir absurda. Los cosacos nativos mantenían excelente relación de cooperación con la aristocracia y grandes terratenientes polacos. En aquella época, los antagonismos sociales entre los cosacos todavía no tenían lugar. Por tanto, los líderes cosacos con facilidad se relacionaban con personajes de otras naciones y pueblos que contaban con autoridad y propiedades en su poder. Además, la participación y patrocinio de los nobles y titulados ucranianos, polacos y lituanos en incursiones militares cosacas, les entregaba el disfraz necesario de la objetividad política y necesidad estratégica de un verdadero Estado (los cosacos no contaban con una estructura propia de este tipo). La responsabilidad por los asaltos y combates se compartía con la autoridad oficial y cualquier inconveniente político se resolvía a más alto nivel y sin involucrar a los representantes cosacos propiamente dichos.
Esta relación mutuamente conveniente incluso derivó en que en 1562, el Sejm (o Seym, el parlamento) polaco-lituano estableciese por decreto la remuneración anual a los cosacos de Zaporiyia, un presupuesto financiero necesario «… para que ellos [cosacos] pudieran mantener en debido estado su Ejército en disposición permanente para defender a Polonia y Lituania, además de otorgar el derecho al espacio territorial ubicado entre los ríos Dniéper y Dniéster hasta las fronteras tártaras… para que pudieran establecer y fundar allí sus asentamientos y ciudades, donde se unirán y residirán todos, en su totalidad.»
«Los cosacos de Zaporozhia se esforzaron en lograr el desarrollo productivo de los terrenos entregados a su comunidad. En un tiempo muy corto, los cosacos levantaron y fundaron numerosos asentamientos, pueblos y ciudades enteras. A las localidades olvidadas o abandonadas por sus residentes anteriores les daban una nueva vida» (Rigelman). Fue el momento en que los cosacos de Zaporozhia se unieron con los cosacos Cherkasos procedentes del Cáucaso —«Chigos» en el año 1527, hecho descrito por Sigismund Gerbershtein (Herberstein). En 1562, estos últimos fundaron la ciudad de Chiguirín, además de formar un Regimiento de Guardia de Piatigorsk al servicio del Gran Ducado de Lituania. Según distintas fuentes, fue la época en que los cosacos de Zaporozhia instigaron y emprendieron incursiones militares por mar lejanas, específicamente en el mar Negro. Como testifican las escrituras del Kiev, el primer ataque por mar de los cosacos de Zaporozhia se ejecutó en 1576.

### Cambio de administración en la región, 1569
En 1569, el Sejm en la ciudad de Lublin resolvió unificar Lituania con Polonia, con un rey elegido, al mando de un Estado de nombre Mancomunidad de Polonia-Lituania o Rech Pospolita. Lituania se comprometía a renunciar a sus derechos exclusivos del dominio sobre toda Ucrania. Hasta entonces, las autoridades de Lituania no permitían en Ucrania ninguna migración desde Polonia. Ahora, después de la resolución, los polacos emprendieron con entusiasmo la «colonización» de la recién adquirida región.
Se formaron entidades cívicas y militares Kíevskoe y Bretslávskoe, donde establecieron sus residencias los nobles (szlachta), líderes políticos y magnates polacos. De acuerdo a la resolución del Seym, «…los desiertos (estepas) aledaños al río Dniéper» deberían ser poblados en el plazo más corto posible. Al rey elegido le entregaron la autoridad de repartir terrenos a los nobles en arriendo o en propiedad indefinida, según el cargo. Los hetmans polacos, mandos militares, políticos y autoridades de inmediato se convirtieron en propietarios privados de grandes territorios, aún absolutamente despoblados pero de tamaño mayor que algunos principados en Europa. Estos, a su vez, repartían en arriendo partes de sus propiedades a los terratenientes nobles szlachta (o shliajta) de menor categoría. Emisarios de los nuevos propietarios polacos reclutaban pobladores y trabajadores en las plazas polacas de Jolmshina, Polesie, Galichina y Volyñ para trasladarlos a la nueva región. Se prometía, a cambio, ayuda en el traslado, abundancia de tierras fértiles y productivas, actividades libres de impuestos por un periodo entre 20 y 30 años y se garantizaba la defensa de los asaltos tártaros. A las tierras de Ucrania empezaron a llegar con entusiasmo miles de pobladores eslavos, sin sospechar que para algunos su estatus de campesinos libres se transformaría en una condición de temporeros sin derecho.
Durante los siguientes 50 años se fundaron en la región decenas de nuevas ciudades, centenares de asentamientos de colonos en las cercanías de los territorios poblados por los cosacos de Zaporiyia, donde estos últimos se habían establecido antes autorizados por decreto del rey lituano. Fue el momento en que se alteró en la región la autoridad como tal. Antes, bajo la administración de Lituania, los dueños y señores de Poltava, Mirgorod, Kániv, Cherkasy, Chigirin, Bila Tserkva eran sólo cosacos, con sus atamanes, democráticamente elegidos por la comunidad. Ahora, en todos los poblados se instalaron los intendentes (starshina’s) polacos nombrados por el rey, que se comportaban como conquistadores, ignorando totalmente las normas administrativas existentes en la comunidad cosaca local. Inmediatamente, entre los cosacos de Zaporiyia y los representantes de la nueva autoridad polaca comenzaron a surgir múltiples inconvenientes y malentendidos de todo tipo - primero en relación con el derecho a la propiedad sobre la tierra; después en lo referente al estatus de la población cosaca no-militar, ya que se pretendía transformarlos en simples campesinos arrendatarios, al igual que a los polacos colonos, asías como en lo relativo a la intervención de la autoridad polaca en las normas administrativas tradicionales cosacas y la ofensa al estatus primario tradicional cosaco – el orgullo de ser gente libre.

### Inicio de las divisiones internas, 1570-1600
Antes de que llegaran los polacos, la autoridad lituana no intervenía tradicionalmente en las elecciones internas cosacas —atamanes y hetmanes eran elegidos libremente, aunque estaban subordinados al rey—. A partir de entonces, la nueva autoridad polaca impuso una nueva condición: los cosacos no eran tratados como ciudadanos de la Rech Pospolita con derechos plenos, sino como un pueblo dominado e inferior, que además debía pagar la cuenta por haber participado en los ataques e invasiones a Polonia en tiempos de los tártaros.
Todo lo anterior obligó a los cosacos de Zaporiyia a unir aún más sus filas, y se mantenían apartados de los colonos y pobladores ucranianos y polacos que no pertenecían a su comunidad, tratando de mantener intacta su identidad nacional cosaca. Sin embargo, con el tiempo surgió entre ellos una fuerte y significativa división social. En la segunda mitad del siglo xvi, los cosacos autóctonos de Zaporiyia se dividen claramente en cuatro grupos sociales.
El primer grupo, los del Bajo Dniéper, por ningún concepto aceptaban autoridad alguna, excepto la de sus atamanes electos; no toleraban ninguna presión o intervención en sus asuntos internos y externos; la población cosaca estaba muy militarizada, y este grupo fue el primero en formar la base para la futura república de Sich.
El segundo grupo social se encontraba concentrado en el hetmanato de la Ucrania lituana, donde la actividad principal de la población cosaca era civil —agricultura y ganadería—. Mucho más aferrados a sus terrenos y a su modo de vida, a menudo se alzaban en contra de las nuevas condiciones impuestas por las autoridades polacas y en algunas ocasiones simplemente se marchaban para unirse con sus hermanos de Zaporiyia en el Bajo Dniéper.
El tercer grupo era el de los llamados cosacos renegados (del segundo grupo). Estos cosacos fueron atraídos por las autoridades polacas a su servicio: a cambio, todos los miembros de sus familias recibían derechos especiales similares y relativos (no iguales) a la nobleza polaca (en polaco: szlachta), lo cual les permitía elevar su estado en la sociedad civil polaca.
El cuarto grupo de orden social cosaco fue creado artificialmente los mismos polacos: los caudillos cosacos seleccionados para otorgarles títulos de nobleza con todos sus derechos en el interior de la Mancomunidad en reconocimiento por su destacado servicio a los intereses de la corona de Lituania y Polonia. Estos recibían de manos del rey los privilegios del título junto con pequeñas haciendas y terrenos en propiedad. A partir del año 1576, la autoridad polaco-lituana seleccionaba a los futuros hetmanes cosacos entre esta nueva nobleza cosaca, cargo que oficializaba el título de «Hetman de su Excelencia el Rey, del Ejército de Zaporiyia y de ambas costas del Dniéper». Aunque en ocasiones participaban en misiones militares conjuntas, los cosacos del Bajo Zaporiyia nunca reconocieron esta autoridad y jamás acataron sus órdenes. Así comenzó la división entre los cosacos de Zaporiyia.
Aprovechando el relativo beneplácito de las autoridades lituanas y polacas para sus actividades en las estepas del sur, los cosacos de Zaporiyia empezaron a retomar la iniciativa y aumentar sus acciones militares en los territorios turcos pertenecientes al Imperio otomano, concretamente en la región de los ríos Dniéper y Bug. Volvieron a levantar en los porogs (los rápidos) del río una fortificación bien alejada de los asentamientos cosacos seguros en el interior de la Ucrania lituana, comenzaron a enviar a este campamento a su juventud, transformando este hostil lugar —Sich de Zaporiyia de Bazavluk— en una verdadera academia de guerra de la época. Tanto los turcos como los tártaros, aunque siguieron con su política de hostilidades y asaltos permanentes a las localidades de Polonia, Lituania y Moscovia, advirtieron la capacidad de respuesta militar cosaca y se conformaron con tolerar la existencia de un campamento militar de los cosacos de Zaporiyia en su territorio.
Hacia el año 1569, en esta región, perteneciente a la Mancomunidad Polaco-Lituana y alrededor de la Sich de Zaporiyia, no había prácticamente nadie más que los cosacos. A pesar de su logrado patrocinio polaco-lituano, los cosacos no dejaban de lado las relaciones con otras comunidades cosacas hermanas en Ucrania y Rusia. Cada vez que se planeaba algún proyecto militar nuevo, la Sich de Zaporiyia se llenaba de voluntarios cosacos llegados de las localidades de los ríos Ros y Sula, incluso del Don en Rusia. Sin embargo, alrededor del año 1576 y bajo el reinado de Esteban I Báthory, 10 regimientos cosacos protegían la nueva república Rech Pospolita de los tártaros y de los turcos en las fronteras sur y sureste.
De allí en adelante, la vida de los cosacos de Zaporiyia empieza a estar ligada al destino de los Grandes Principados de Lituania y de Polonia. Al hallarse bajo la amenaza permanente de los turcos y tártaro-mongoles, nació la necesidad de servir bajo las órdenes de la poderosa dinastía de los gedimínidas en Lituania. Al mismo tiempo, los cosacos de Belogorsk y Azov manifestaron su apoyo explícito a la dinastía de los Rúrikovich en el Principado de Moscú, enemigos acérrimos de la ambición polaco-lituana de apoderarse de la corona rusa. Más tarde, y como protesta contra esta alianza obligada, nacieron y se formaron dos «repúblicas cosacas» en el río Don (cosacos del Don) y en el Bajo Dniéper (cosacos de Zaporiyia), tras lo cual se inicia el renacimiento y fortalecimiento de la independencia cosaca, formándose centros principales de unificación del pueblo cosaco, en los que los cosacos de Zaporiyia jugaron un rol muy importante, especialmente en la liberación del pueblo ucraniano del poderío polaco-lituano.
En 1590, el canciller polaco Juan Zamoyski propuso al Sejm un decreto sobre la subordinación de todos los cosacos a un Hetman nombrado por el rey. Esto significaba la violación de las normas tradicionales básicas internas cosacas: la autoridad (atamán) debería ser elegida, no nombrada; y la subordinación debería considerar solamente la autoridad directa del rey, no del Sejm (parlamento). El rechazo y repudio a las normas impuestas creció paulatinamente, aunque los cosacos seguían con sus compromisos adquiridos y participaban en todas las misiones militares del interés de Mancomunidad: bajo el mando del atamán Sagaydachniy, en 1614 invadieron las costas de Asia Menor e incendiaron la ciudad de Sinop; en 1615 destruyeron Trapezund (actualmente Trabzon o Trebisonda) y se acercaron a Estambul, además de quemar y hundir numerosos barcos de la Armada turca en el río Danubio y en las cercanías de la ciudad de Ochákov; junto con el príncipe Ladislao emprendieron en 1618 la invasión del Principado de Moscú y ayudaron a Polonia a apoderarse de las ciudades de Smolensko, Chernígov y Nóvgorod-Síverski.
Sin embargo, inmediatamente después de regresar de esta larga misión, el Hetman Zholkevskiy ordenó a los cosacos la desmovilización, término militar desconocido para los cosacos, regresar a sus casas e iniciar actividades civiles bajo el estatus de simples campesinos con sus derechos respectivos. Solamente se permitió abandonar el servicio activo a 3000 cosacos, ahora bajo un nuevo estatus – reestr (empadronados militarmente por el Estado). El atamán Sagaydachniy cumplió con la orden, hecho que desató el descontento generalizado entre los cosacos. Todos los cosacos nativos desmovilizados se dirigieron a Zaporiyia, en el Bajo Dniéper, junto con sus familias.
Solamente dos años después de este acontecimiento, en 1620, los turcos derrotaron al Ejército polaco en las cercanías del río Tsetsera, mataron al hetman polaco Zholkevsky y el Sejm (parlamento polaco) fue obligado a solicitar ayuda a los cosacos para responder y defenderse de los turcos. Los cosacos negociaron su participación, posteriormente salieron en sus embarcaciones al mar Negro y con sus asaltos punitivos a las costas del Imperio otomano frenaron el avance de la Armada turca. A la vez, 47 000 cosacos de Zaporiyia participaron en la defensa de Jotýn), sitiada por los turcos. Fue una ayuda decisiva, ya que Polonia contaba solamente con 25 000 soldados contra 300 000 turcos. Al encontrar una fuerte oposición, los turcos aceptaron la negociación y suspendieron el bloqueo, pero los cosacos perdieron a su atamán Sagaydachniy, fallecido por heridas el 10 de abril de 1622.
Después de esta ayuda significativa y decisiva, los cosacos de Zaporiyia consideraban que habían ganado con creces todo el derecho para recibir la recompensa y el pago prometido por los polacos, inclusive un aumento especial por la participación no prevista en Jotýn. Pero la comisión encargada por el Sejm para estudiar el tema, en vez del pago decidió reducir nuevamente las tropas cosacas a 4000 combatientes. El resto debería cambiar de oficio «hasta nuevo aviso». En respuesta a esta decisión humillante y traicionera, los cosacos del Hetmanato se unieron con los de la Baja Zaporozhia, eligieron como en viejos tiempos a los atamanes (hetmanes) Oliver Steblevets-Golub, Bogdan Konj, Zara, Maxim Grigoróvich, Zhmaylo. Lógicamente, a los nuevos elegidos no los reconocieron ni el Rey ni el Hetman oficialmente nombrado por él. Desafiando abiertamente a la autoridad polaca de la Rech Pospolita (véase también Rzeczpospolita), durante los siguientes tres años los cosacos de Zaporiyia establecieron por su cuenta relaciones diplomáticas con Moscú y reiniciaron las actividades militares independientes en contra del Imperio otomano. Simultáneamente debían defenderse ahora de los polacos. En noviembre de 1625 sufrieron una derrota en las cercanías de Krylovo y fueron obligados a reconocer la autoridad del Hetman nombrado por el rey. Las tropas cosacas volvieron a ser reducidas a 6000 combatientes y los cosacos terratenientes debían elegir entre aceptar definitivamente la autoridad y supremacía de los panes (caballeros polacos) o abandonar sus terrenos y entregarlos a los colonos de la Mancomunidad Polaco-Lituana o Rech Pospolita. Fue el comienzo de una división definitiva de la comunidad nativa de los cosacos de Zaporiyiaː algunos aceptaron engrosar las filas del ejército polaco en calidad de soldados empadronados (reestr); otros se conformaron con dejar el oficio militar y se dedicaron a la agricultura y ganadería, mezclándose paulatinamente con la población de ucranianos y colonos polacos y lituanos; otros, con todas sus pertenencias y acompañados por sus familias, se desplazaron a Zaporiyia en el Bajo Dniéper.
Entonces, los cosacos del Bajo Dniéper intervinieron en las relaciones entre los tártaros de Crimea y los turcos del Imperio otomano. El kan Shagin Giray adoptó una política de no obediencia a los turcos y solicitó ayuda para sus propósitos a los cosacos de Zaporiyia. En la primavera de 1628, los cosacos entraron en Crimea bajo el mando del atamán Iván Kulaga. A estos se les unieron los cosacos procedentes de Ucrania, al mando del hetman Mijaíl Doroshenko. Juntos, derrotaron a los turcos y a su aliado tártaro Dzhanibek Giray en las cercanías de Bajchisarái y se dirigieron a Caffa (Teodosia). Sorprendentemente, quien les había solicitado ayuda inicialmente —el kan tártaro Shagin Giray— abandonó sus objetivos y negoció la paz con los turcos. Los cosacos fueron obligados a retroceder y abandonar rápidamente la península de Crimea, perdiendo a su hetman Mijaíl Doroshenko, caído en el combate de Bajchisarái.

### Primeros levantamientos organizados, 1620-1700

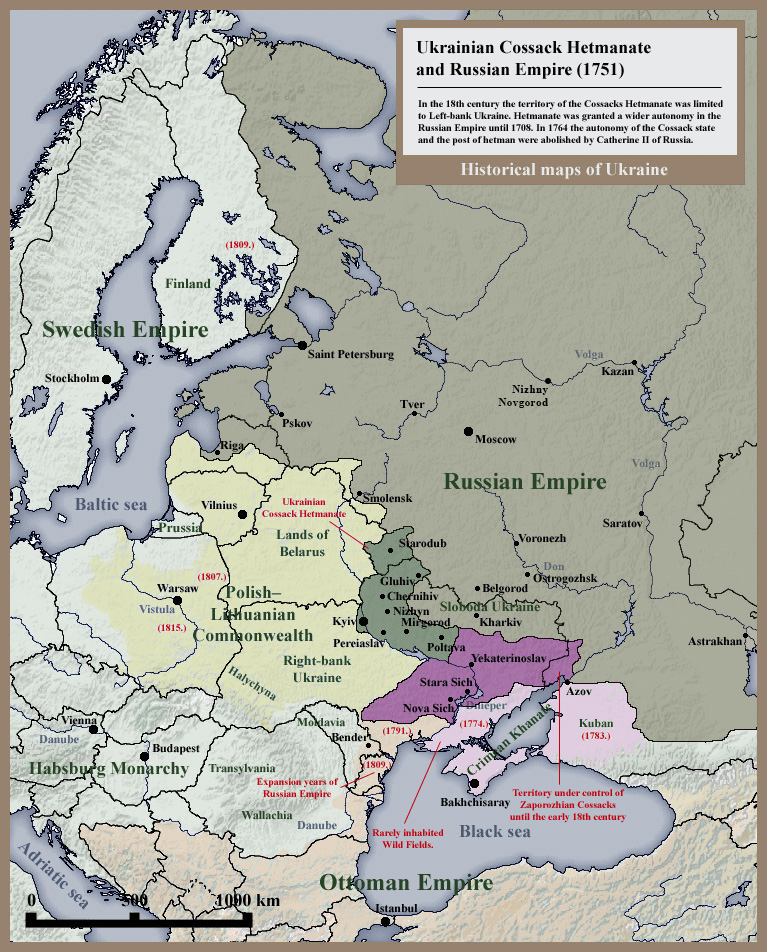
Hetmanato cosaco, Ucrania, 1751, bajo el mandato del hetman Kiril Razumovski (hermano de Alekséi Razumovski).

Mientras, las diferencias entre los cosacos del Hetmanato y los de Zaporiyia del Bajo Dniéper fueron creciendo año tras año hasta llegar a una enemistad abierta. Zaporiyia del Bajo Dniéper se convirtió en una república independiente y, por el contrario, los cosacos patrocinados por el Hetmanato en Ucrania proclamaban su lealtad a la Mancomunidad Polaco-Lituana. Los cosacos de Zaporiyia lanzaron una ofensiva en el norte, capturaron al Hetman Chiorniy nombrado por el rey, le acusaron por traición y corrupción, celebraron un juicio según las normas cosacas y lo ejecutaron. Posteriormente, los cosacos del Bajo Dniéper, al mando del atamán del kosh (koshevóy atamán) Tarás Triasilo, asaltaron el campamento polaco en el río Alta, lo invadieron y mataron a todos los polacos capturados. Así se dio inicio al levantamiento cosaco del año 1630, cuando a los rebeldes se sumaron los cosacos del reestr (o registro, es decir, empadronados por la corona). Esta sublevación concluyó con la batalla de Pereyáslavl. Según el escritor polaco contemporáneo Piasetskiy, esta guerra interna entre cosacos y polacos, a estos últimos «les costó más víctimas que la guerra con Prusia». Los polacos se retractaron de su postura inicial y aceptaron mejorar sustancialmente las condiciones de los cosacos: se autorizó aumentar el reiestr oficial cosaco a 8000 combatientes y todos los cosacos de Ucrania y de Zaporiyia (Bajo Dniéper) fueron amnistiados por su participación en el levantamiento. 
Después de esta sublevación, la población de la Sich de Zaporiyia en el Bajo Dniéper aumentó significativamente gracias a la integración definitiva de muchos cosacos terratenientes y adinerados que finalmente decidieron regresar desde el Hetmanato y de Ucrania. Con esto creció y se fortaleció no solamente la autonomía y el poder militar de la Sich, sino también su capacidad económica.
En 1634, bajo el mando y la administración del primer zar de la dinastía Románov, Mijaíl Fiódorovich Románov, se puso fin a las pretensiones del rey polaco Vladislao IV Vasa al trono de Rusia. Paralelamente, Polonia estimuló a los cosacos de Zaporiyia a que se aliaran con los ucranianos para crear un principado ucraniano, marcadamente antirruso. Con este propósito, a principios de 1646 se efectuó una reunión secreta entre el atamán (hetman) de la comunidad cosaca de Zaporiyia, Bogdán Jmelnitski, y el rey polaco Vladislao IV Vasa.

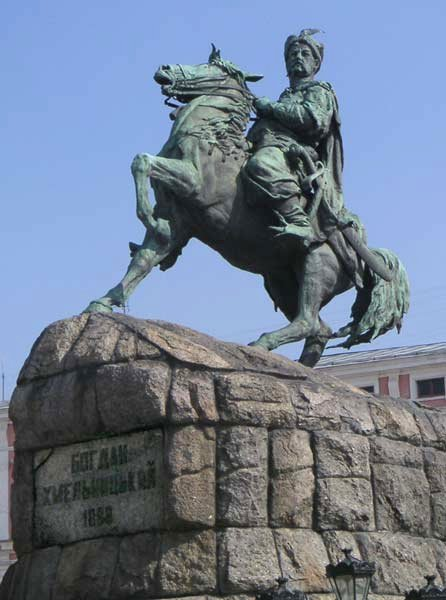
El Atamán cosaco Bogdán Jmelnytsky. Monumento en Ucrania.

Las negociaciones no llevaron al resultado esperado por los cosacos y para el año 1648 junto con los ucranianos volvieron sus armas contra la creciente ambición de la Mancomunidad Polaco-Lituana por expandir su dominio sobre la región. Resultado de esto fue la guerra por la Liberación que duró seis años, entre 1648 y 1654, donde se levantaron en contra de los polacos los pueblos eslavos locales, ucranianos y rusos, liderados por los cosacos de Zaporiyia. En febrero de 1649, las autoridades polacas intentaban negociar de nuevo la paz, ofreciendo cierta autonomía a las comunidades cosacas a cambio de mantener la autoridad polaca sobre la región pero sin tener en cuenta los intereses de los otros pueblos locales, concretamente de los ucranianos. Las negociaciones se frustraron y pocos meses después en el mismo año, Bogdán Jmelnitski formalizó las relaciones diplomáticas con el Zarato ruso, logrando con esto que los cosacos del Don leales a la monarquía rusa se unieran en apoyo de la comunidad cosaca de Zaporiyia, encabezada por Jmelnitsky. Entre 1649 y 1651 proseguían los enfrentamientos entre los polacos y las fuerzas unificadas ucranianas y cosacas, con éxitos variables de ambos bandos.
En otoño de 1653, el ejército polaco encabezado por Juan II Casimiro Vasa inició una ofensiva desesperada para recuperar y consolidar su autoridad sobre la región. El 1 de octubre de 1653, como resultado de acuerdos y reuniones con Bogdán Jmelnytsky, las autoridades rusas autorizaron su apoyo y oficializaron la participación de Rusia en la guerra por la Liberación. A principios de 1654, el zar de Rusia Alekséi Mijáilovich Románov declaró oficialmente la guerra a Polonia, que concluyó en 1667. Según las actas oficiales del Tratado de Pereyáslav, la población de cosacos nativos y originarios en los territorios aledaños al río Bajo Dniéper contaba en 1654 con no menos de 300-500 000 personas de ambos sexos —todos pertenecientes a la comunidad de cosacos de Zaporiyia. Finalmente, esta suerte del primer Estado ucraniano “polonizado” terminaría en 1667 al ser repartido entre el Zarato ruso y Polonia, de acuerdo con el Tratado de Andrúsovo. Junto a esto se recuperaron y fortalecieron vínculos originarios históricos entre los cosacos del Don y los de Zaporiyia. Estos últimos son considerados los progenitores de la moderna nación ucraniana.
La personalidad, el carácter y las tradiciones de los primeros cosacos de Zaporiyia siempre fueron reforzados por su creencia religiosa cristiana, conservada y traspasada intacta de generación en generación durante siglos. Sin embargo, a mitad del siglo XVI, el Estado de los cosacos de Zaporiyia entró en crisis, agudizada por conflictos internos y externos. Ya en el año 1787, los cosacos que permanecían en territorios antes pertenecientes a la república de Sich de Zaporiyia, peleaban al lado de los rusos.
La independencia cosaca se veía amenazada cada vez más hasta que, finalmente, toda la región pasó a las manos extranjeras y su nombre, «Zaporiyia», fue eliminado del mapa por un simple decreto firmado por la zarina Catalina II de Rusia el 3 de agosto de 1775. Ese día, Catalina II rubricó un manifiesto mandando destruir la Sich de Zaporiyia, tarea que fue llevada a cabo por el general Petar Tekelija. Los cosacos autóctonos de la zona empezaron a llamarse cosacos Chernomórskie (cosacos del mar Negro). Dos años después, fueron forzados por decreto imperial a trasladarse a los nuevos territorios- Tamán y pre-Azovie (mar Azov), orilla derecha del río Kubán, desde arriba hasta el fuerte de Ust-Labinsk en el interior del Imperio ruso.